# إبراهيم مفتاح
إبراهيم مفتاح شاعر سعودي، اسمه إبراهيم عبد الله عمر مفتاح، ولد عام 1359 هـ الموافق 1940 في جزر فرسان التابعة لمنطقة جازان بالمملكة العربية السعودية، درس في الكتّاب، ثم انتقل للدراسة في مدرسة فرسان الابتدائية، بعدها درس في معهد المعلمين الابتدائي بجازان الذي تخرج فيه عام 1381 هـ.

## أعماله
عمل مفتاح بعد تخرجه بالتدريس في المرحلة الابتدائية بمدرسة بيش، ثم انتقل للتدريس في المدرسة السعودية بجازان، ثم مدرسة فرسان الابتدائية، عين بعدها في سكرتارية تحرير مجلة الفيصل الثقافية التي تصدر عن دار الفيصل بالرياض، ثم عاد إلى سلك وزارة المعارف آنذاك وكيلا ً لمدرسة فرسان المتوسطة والثانوية، ومشرفا على الآثار بجزر فرسان، وهو الآن عضو مجلس منطقة جازان، وعضو مجلس إدارة نادي جازان الأدبي، ورئيس مجلس أعضاء الشرف بنادي الصواري الرياضي بفرسان.

### المشاركات الأدبية والثقافية
شارك مفتاح في إحياء أمسيات شعرية في معظم النوادي الأدبية بالمملكة العربية السعودية، ويشارك بكتابة قصائده في الصحف والمجلات السعودية والخليجية والعربية، وقد ألقى مفتاح القصيدة الرئيسة في مهرجان الجنادرية الثامن عام 1414 هـ، وأحيا أمسيات شعرية ضمن فعاليات مهرجان الجنادرية مع مجموعة من شعراء السعودية والعالم العربي، وقد حصل على جائزة الشعر الفصيح في جائزة أبها الثقافية لعام 1417 هـ التي يرعاها خالد الفيصل أمير منطقة عسير آنذاك، كما ومثل المملكة في الأسبوع الثقافي السعودي الذي أقيم في الشارقة في الإمارات العربية المتحدة عام 1417 هـ، ومثل المملكة أيضا في المؤتمر الثاني والعشرين للإتحاد العام للأدباء والكتاب العرب المهرجان الثالث والعشرين للشعر العربي عام 2003 في الجزائر.

## مؤلفاته
| [[ملف:\|100pxpx]] إبراهيم مفتاح رواية أم الصبيان الطبعة الثانية | [[ملف:\|100pxpx]] إبراهيم مفتاح ديوان رائحة التراب الطبعة الثانية | [[ملف:\|70pxpx]] إبراهيم مفتاح ديوان عتاب إلى البحر | [[ملف:\|70pxpx]] إبراهيم مفتاح ديوان إحمرار الصمت | [[ملف:\|70pxpx]] إبراهيم مفتاح كتاب فرسان الناس والبحر والتاريخ | [[ملف:\|70pxpx]] إبراهيم مفتاح كتاب أدب الأشجار ومنافعها في جزر الفرسان | [[ملف:\|70pxpx]] إبراهيم مفتاح كتاب مقامات فرسانية | [[ملف:\|70pxpx]] إبراهيم مفتاح كتاب فرسان بين الجيلوجيا والتاريخ | [[ملف:\|70pxpx]] إبراهيم مفتاح كتاب القِصار | [[ملف:\|100pxpx]] إبراهيم مفتاح غلاف رواية الصنجار | [[ملف:\|70pxpx]] إبراهيم مفتاح فرسان جزائر اللؤلؤ والأسماك المهاجرة | [[ملف:\|70pxpx]] إبراهيم مفتاح كتاب خرف مبكر |

لمفتاح العديد من المؤلفات بين دواوين شعرية وابداعية وتأليفية وهي:
- ديوان شعر عتاب إلى البحر: عام 1404 هـ - 1984م.
- ديوان شعر احمرار الصمت: عن دار الصافي الثقافية بالرياض عام 1409 هـ - 1989م.
- ديوان شعر رائحة التراب: صدر عن نادي جازان الأدبي عام 1416 هـ - 1995م.
- كتاب فرسان .. جزائر اللؤلؤ والأسماك المهاجرة: صدر عن الرئاسة العامة لرعاية الشباب (وزارة الرياضة) في سلسلة هذه بلادنا.
- كتاب فرسان .. الناس .. البحر والتاريخ: صدر عن نادي جازان الأدبي عام 1410 هـ - 1990م. وصدرت الطبعة الثانية للكتاب السابق عام 1426 هـ - 2005م.
- كتاب مقامات فرسانية: صدر عن نادي جازان الأدبي عام 1412 هـ - 1991م.
- كتاب أدب الأشجار في جزر فرسان. صدر عن شركة المدينة المنورة للطباعة والنشر عام 1418 هـ - 1997م.
- كتاب فرسان بين الجيولوجيا والتاريخ: صدر عن نادي جازان الأدبي عام 1424 هـ - 2003م. وصدرت الطبعة الثانية للكتاب السابق في سلسلة مشروع الملك عبد الله للعناية بالتراث الحضاري عن الهيئة العامة للسياحة والآثار (الهيئة السعودية للسياحة)- الرياض - عام 1435 هـ - 2014م.
- كتاب خرف مبكر (مقالات). صدرت عام 1430 هـ - 2010م.[6]
- كتاب الشعر الشعبي الفرساني: صدر عن نادي جازان الأدبي عام 1434 هـ - 2013م,
- كتاب قرية القصار: من إصدارات المؤلف عام 1436 هـ - 2015م.
- الصِّنجار: رواية صدرت عام 1437 هـ - 2015م.
- المجموعة الشعرية الكاملة لإبراهيم مفتاح.
- الصَّنْبُوق: كتاب صدر عن الدار العربية للعلوم ناشرون – نادي جازان الأدبي عام 1438-2017م.
- رواية أُم الصّبيان: الرواية من إصدارات المؤلف عام 1440ه – 2018م عن دار سطور عربية.

## الجوائز والتكريم
- حصل على جائزة ابها الثقافية عام 1417هـ.
- كُرم في اثنينة عبد المقصود خوجة في جدة عام 2009م - 1430هـ.[7]

## صدر عنه
كتاب (إبراهيم مفتاح ضوء من أعماق البحر) تأليف: حسين محمد سهيل.

## وصلات خارجية
- صفحة الشاعر في الموسوعة العالمية للشعر العربي